# Le Sodoma
Ne doit pas être confondu avec Sodoma.
Giovanni Antonio Bazzi, dit Le Sodoma, né à Verceil en 1477 et mort en 1549, est un peintre italien de la haute Renaissance.

## Biographie

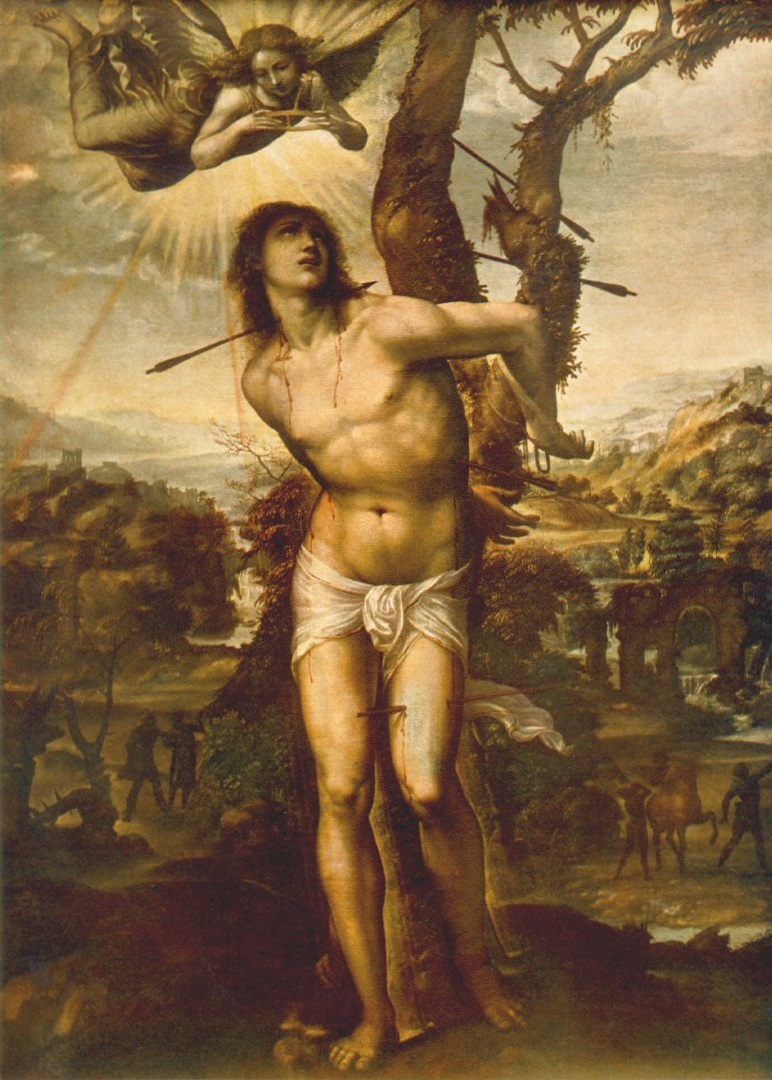
Saint Sébastien (1525), huile sur toile,, Florence, Galerie Palatine.

Élève de Giovanni Martino Spanzotti, Le Sodoma acquiert la manière de l'école lombarde, puis succède à Luca Signorelli au cloître de Monte Oliveto Maggiore.
En 1507, il réalise  a fresco une peinture monumentale sur la vie de saint Yves dans le Palazzo Comunale de San Gimignano
Durant son séjour à Rome, à partir de 1508, il collabore avec Raphaël pour les fresques de la chambre de la signature au palais du Vatican et en 1512, il travaille à la villa Farnesina.
Ami et familier du duc de Piombino, il est nommé chevalier en 1516 par le pape, et honoré du titre de Comes Palatinus (comte palatin) par l'empereur Charles Quint.
Il s'installe ensuite à Sienne où il réalise la majeure partie de sa carrière comme fresquiste, si bien qu'il est compté parmi les maîtres de l'école siennoise.
Bien qu'il n'ait pas été un grand dessinateur, la maîtrise du Sodoma pour les expressions, le mouvement et la couleur le rapproche de Léonard de Vinci, tout spécialement pour les figures féminines, gracieuses, douces et graves.
Son meilleur élève, Le Riccio, devint son gendre en épousant sa fille Faustina.

## Le surnom «Sodoma»
Selon Les Vies des meilleurs peintres, sculpteurs et architectes de Giorgio Vasari, publiées en 1568, l'artiste était toujours entouré de jeunes gens, dont il goûtait fort la compagnie, ce qui lui aurait valu son surnom de Sodoma (italien pour Sodome). Vasari ajoute, que loin d'en prendre ombrage, l'artiste en tirait gloire. Toujours selon la même source, après la victoire d'un des chevaux du Sodoma dans une course à Florence, son surnom fut scandé dans la ville, indisposant les citoyens.

## Œuvres
- Lucrèce romaine, 1515-1530, huile sur toile, 54 × 74 cm, Florence, musée Bardini[5],[6].
- Saint Sébastien, 1525, huile sur toile, 204 × 145 cm, Florence, palais Pitti, Galerie Palatine. Gonfalon commandé par la Confrérie Saint-Sébastien de Camollia[7].
- Scènes de la vie de sainte Catherine, 1526, Sienne, basilique Saint Dominique.
- Scènes de la vie de la Vierge, 1536-1538, réalisées en collaboration avec Girolamo del Pacchia et Domenico di Pace Baccafumi, Sienne, oratoire de la Compagnie de Saint Bernardin.
- Déposition de la Croix, 1513, Sienne, église Saint-François.
- Le Sacrifice d'Abraham, Pise, cathédrale Notre-Dame-de-l'Assomption.
- Saint Sébastien, 1525, Florence, galeries des Offices.
- Alexandre dans la tente de Darius et Les Noces d'Alexandre et de Roxane, 1516-1517, Rome, Villa Farnesina.
- Christ à la colonne, Sienne, pinacothèque nationale.
- Vénus terrestre avec Éros et Vénus céleste avec Anteros et deux autres cupidons, allégorie de l'Amour en plateau d'accouchée (desco da parto), provenant du palais Chigi à Sienne, Paris, musée du Louvre.
- Scènes de la vie de saint Benoît, multiples fresques sur deux des parois du cloître de l'abbaye territoriale Santa Maria de Monte Oliveto Maggiore à Asciano.
- La Résurrection du Christ, 261 × 178 cm, Naples, musée Capodimonte[3].
- Saint Yves entre le riche et le pauvre, retable peint vers la fin de sa vie, Florence, Museo dell'Opera del Duomo[8].

Œuvres du Sodoma
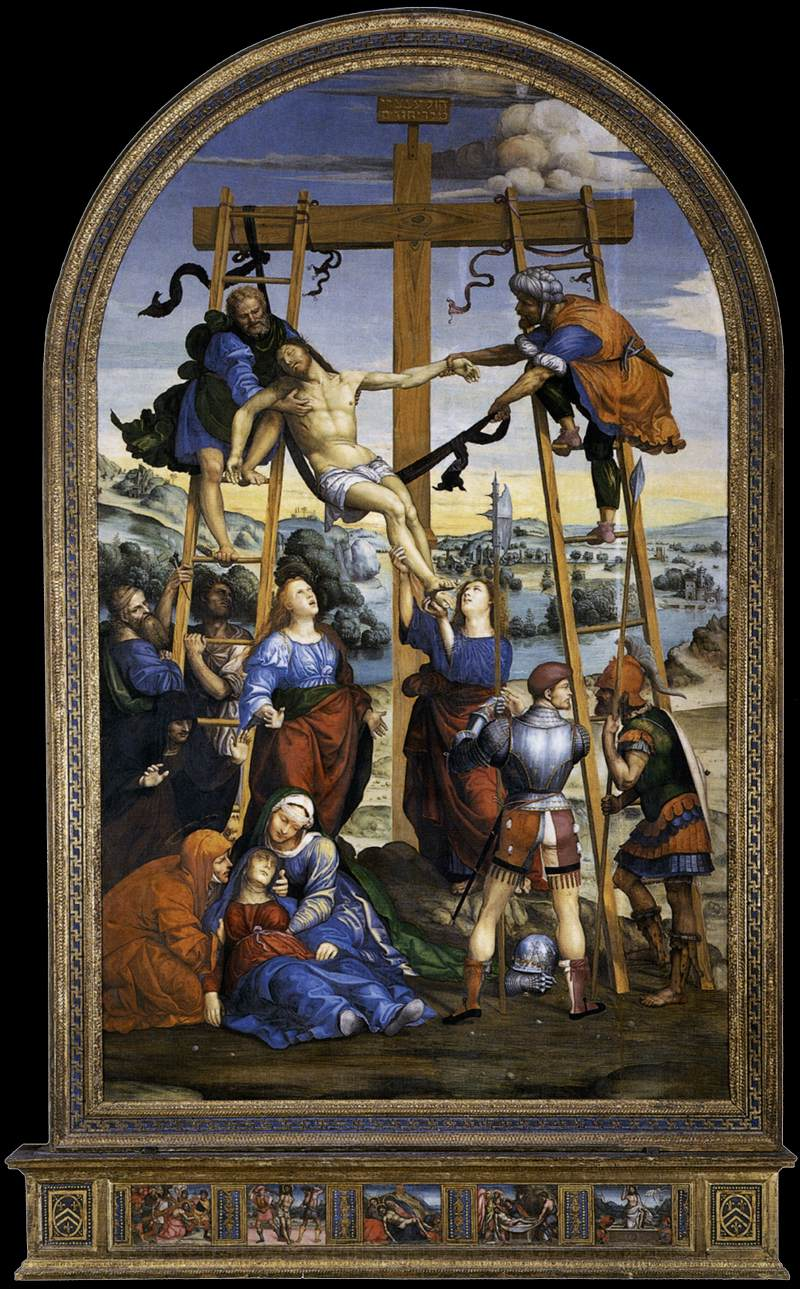
Déposition de la Croix (1510-1513), pinacothèque nationale de Sienne.
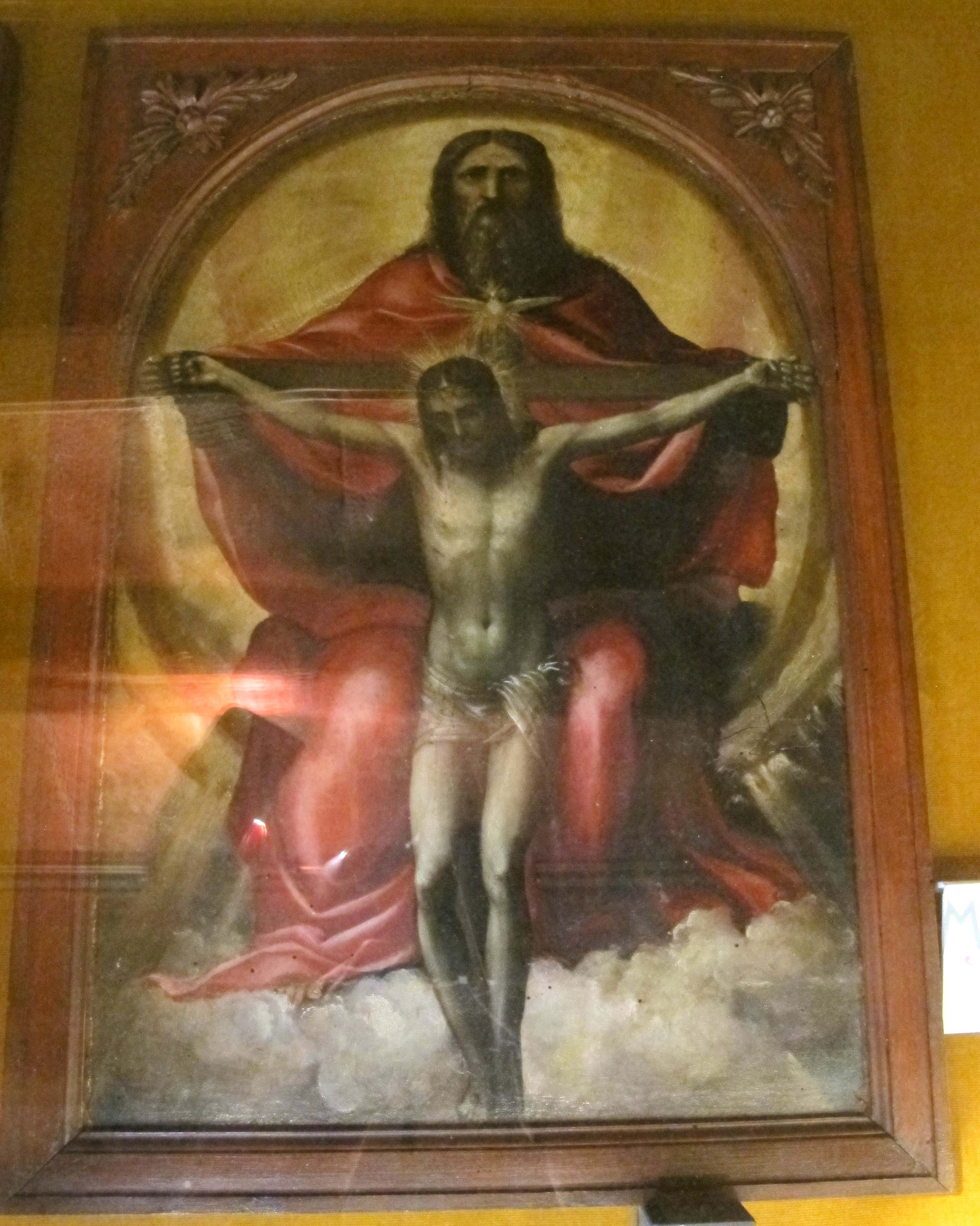
Trinité, San Donato, église san Michele.
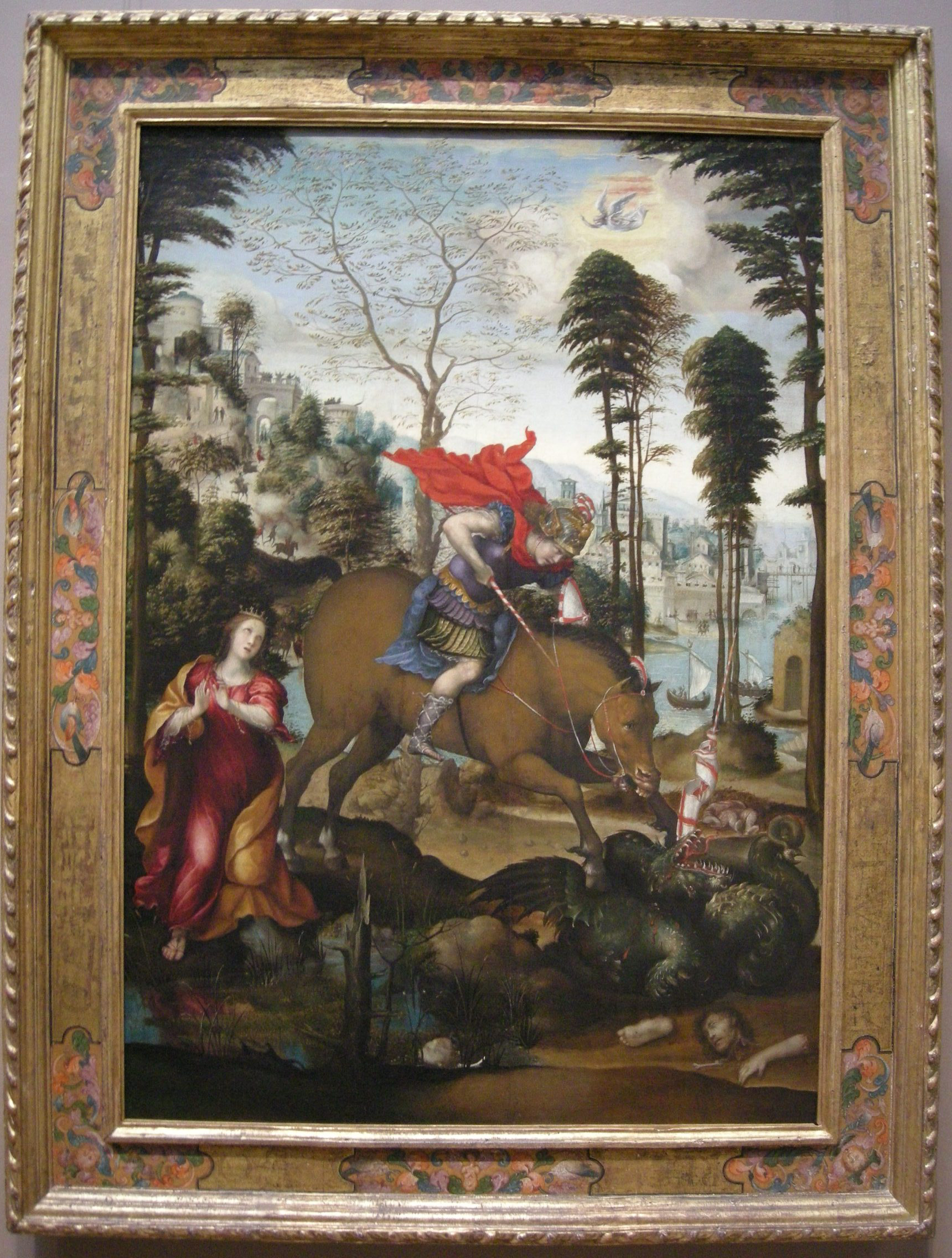
Saint Georges et le dragon, Washington, National Gallery of Art.
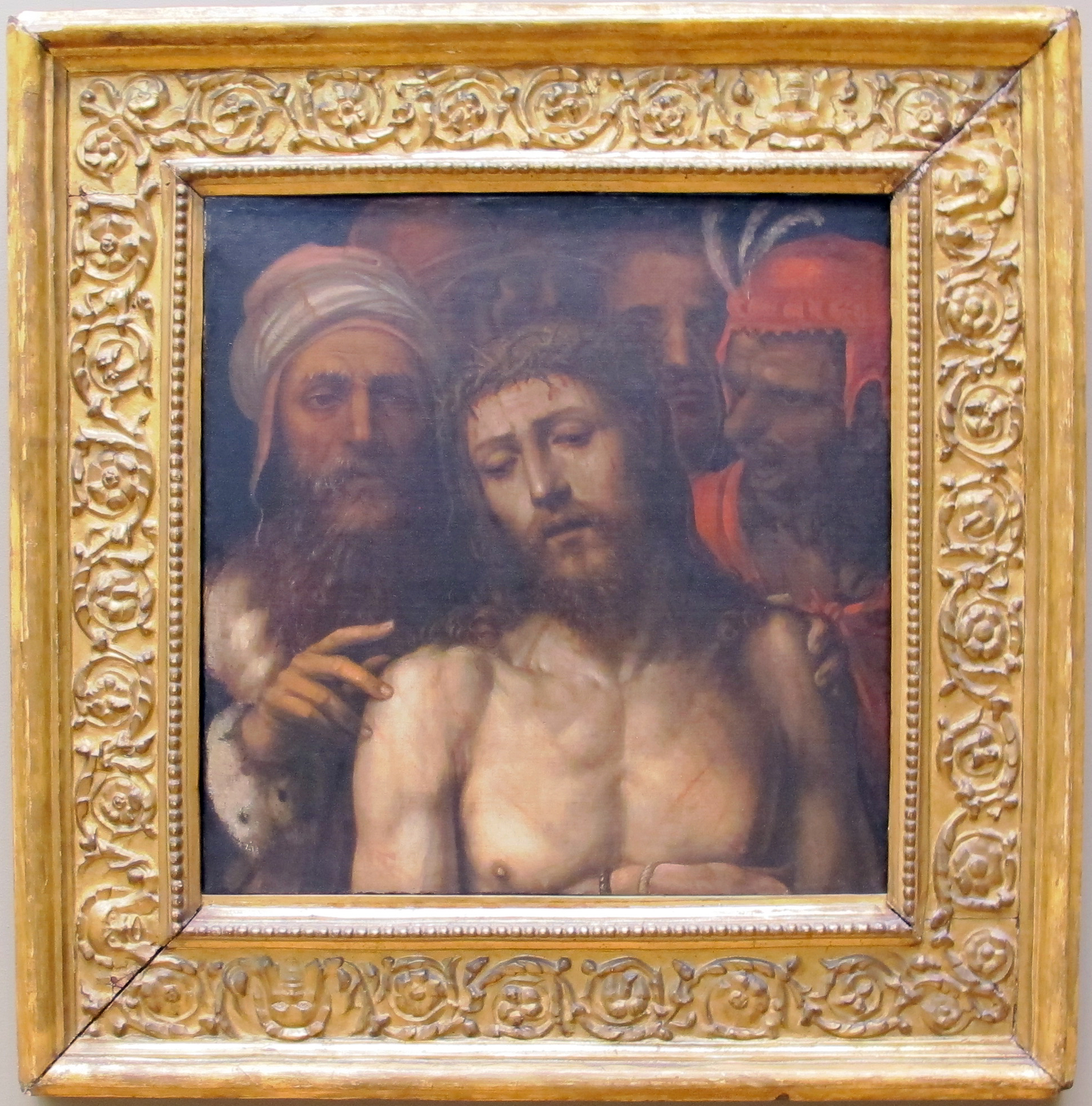
Ecce homo, New York, Metropolitan Museum of Art.
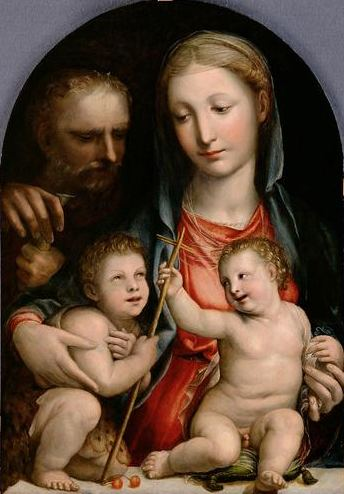
Sainte Famille avec saint Jean-Baptiste enfant (1520-1530), musée d'Histoire de l'art de Vienne.
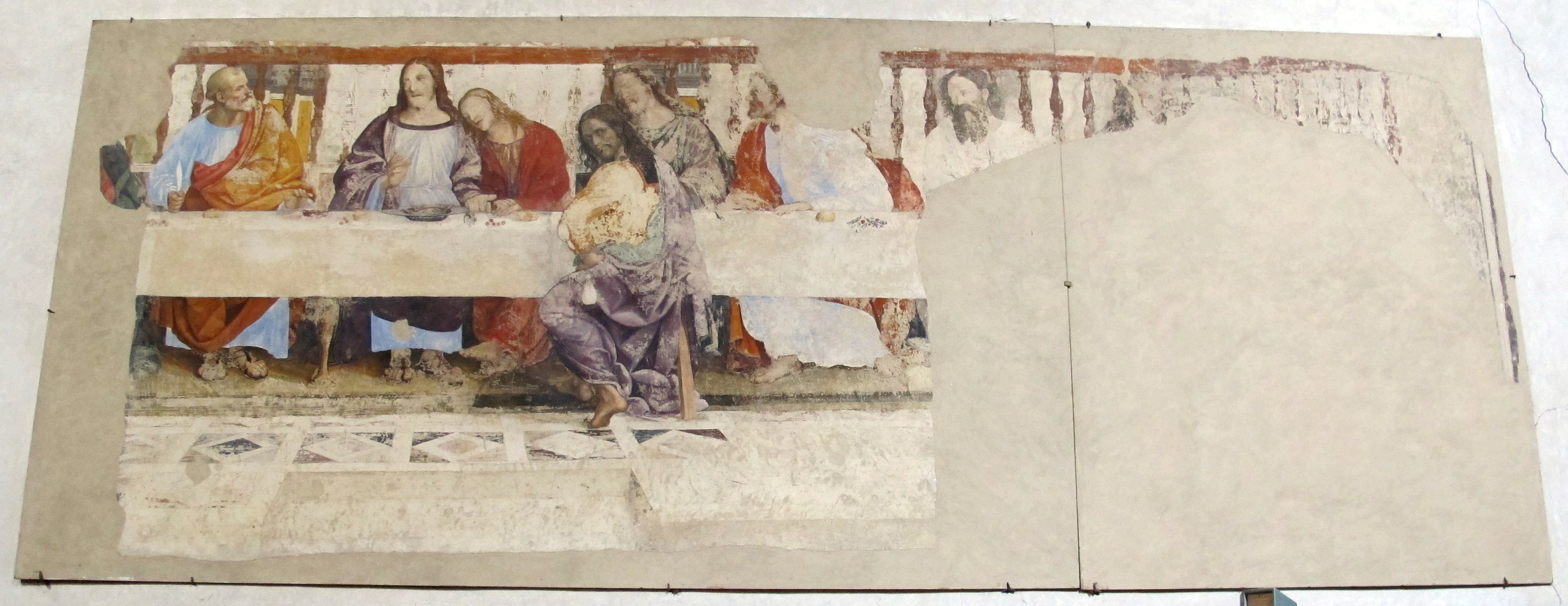
La Cène, Florence, chiesa di San Bartolomeo a Monte Oliveto (it).
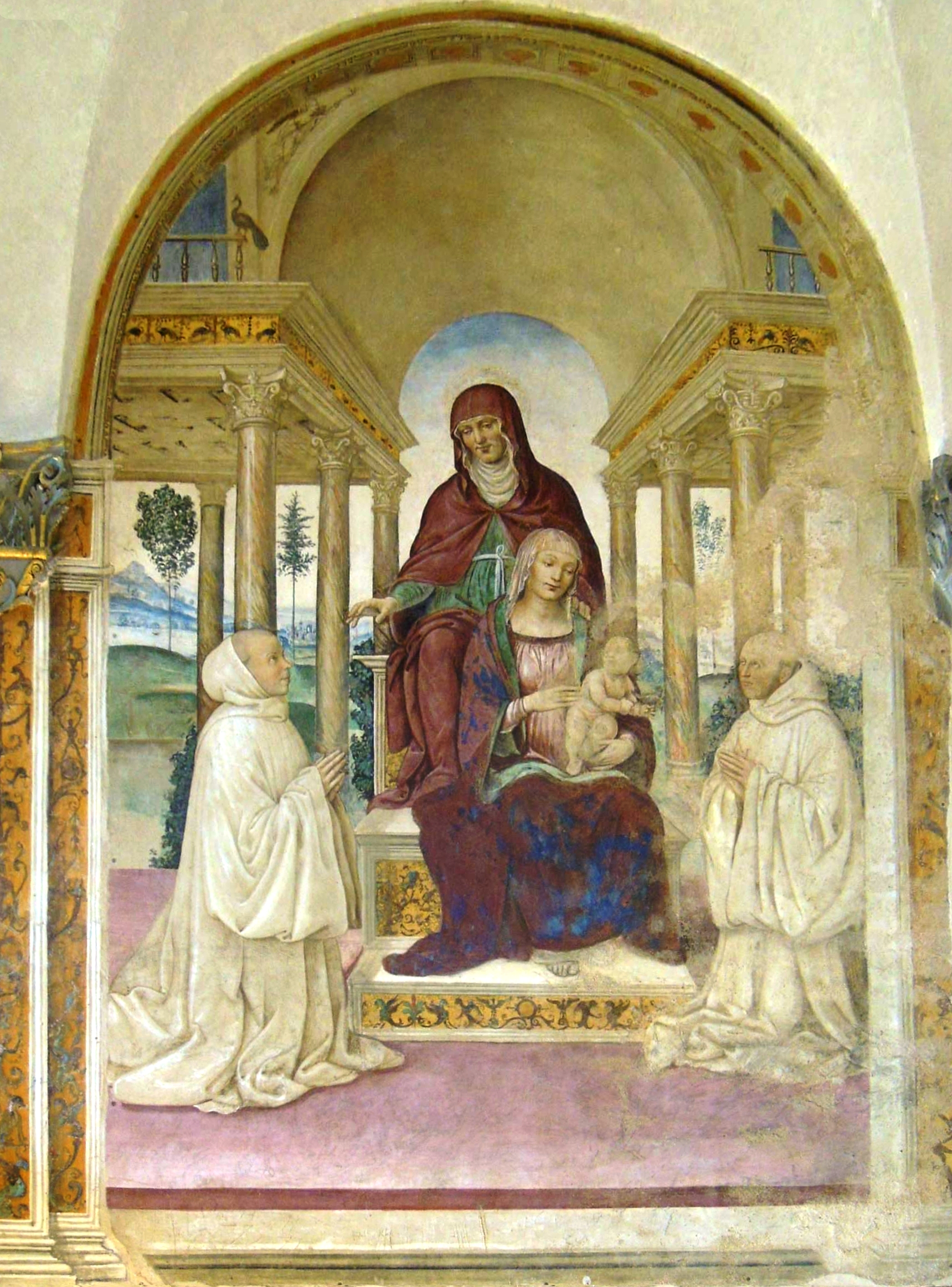
Sainte Anne trinitaire, réfectoire du monastère de Sant'Anna in Camprena (it).
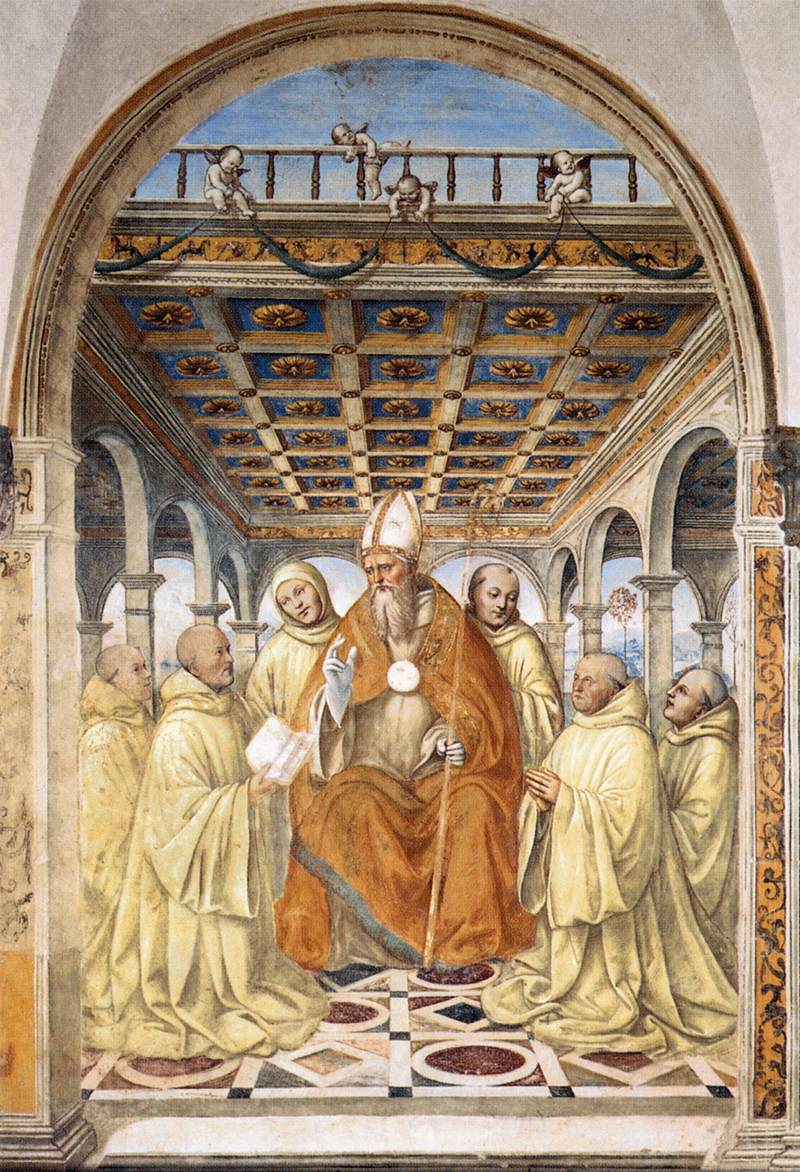
La Confirmation de l'ordre des Olivétains par l'évêque d'Arezzo (1503-1504), monastère de Sant'Anna in Camprena (it).